# 崔家集镇
崔家集镇是中国山东省青岛市平度市下辖的一个镇。

## 行政区划
崔家集镇下辖崔家集村、苑家庄村、翟家庄村、郭家庄村、王家庄村、北朱家庄村、荆家庄村、鲁家庄村、殷家庄村、曹家庄村、董家大庄村、高家庙子村、东崔家庄村、挂金板村、陈家小庄村、东闸口村、西闸口村、兰子村、刘家小庄村、陶家村、七甲村、八甲村、西双庙村、昌许屯村、徐家阳召村、捎门阳召村、大兰村、北庄村、西李家庄村、坊子村、院上村、西辛庄村、李家宅科村、大城村、小城村、周家村、大阳召村、陶家屯村、大刘家庄村、小刘家庄村、坊头村、五里屯村、上王家村、张家村、河北丁家村、陶家堡村、大沟头村、袁家村、亭口村、大牟家村、小牟家村、前牟家村、南张家庄村、董家村、南赵家村、店后村、娘娘庙村、孙家屯村、唐家庄子村、大站村、小站村、杜家村、北高戈庄村、柳林村、西刘家村、大袁家村、小袁家村、陈家庙村、张家坊村、大纪家村、小纪家村、西纪家村、塔前曲家村、西宋家村、塔西坡村、辛付庄村、大喜屯村、北张家庄村、北高家村、西范家村、北赵家村、北徐家村、大吴家村、小吴家村、丁家村、西中庄村、中庄和平村、团结村、营子屯村、刘家官庄村、张家官庄村、杨家官庄村、东湾头村、于家庄村、东宋家村、李家顶子村、朱家庄村、陆家村、岑李家村、禚家村、东孙家村、赖家庄村、小彭家村、北邹家村、小张家村、大张家村、张家寨村、北杨家村、北隋家村、虎李家村、吕家村、前洼村、魏家庄村、梁家宅科村、王家宅科村、吴家宅科村、杨龙庄村、刘彩庄村、郑家庄村、西屋子村、万户屯村。
崔家集镇现辖：
崔家集村、苑家庄村、翟家庄村、郭家庄村、王家庄村、北朱家庄村、荆家庄村、鲁家庄村、殷家庄村、曹家庄村、董家大庄村、高家庙子村、东崔家庄村、挂金板村、陈家小庄村、东闸口村、西闸口村、兰子村、刘家小庄村、陶家村、七甲村、八甲村、西双庙村、昌许屯村、徐家阳召村、捎门阳召村、大兰村、北庄村、西李家庄村、坊子村、院上村、西辛庄村、李家宅科村、大城村、小城村、周家村、大阳召村、陶家屯村、大刘家庄村、小刘家庄村、坊头村、五里屯村、上王家村、张家村、河北丁家村、陶家堡村、大沟头村、袁家村、亭口村、大牟家村、小牟家村、前牟家村、南张家庄村、董家村、南赵家村、店后村、娘娘庙村、孙家屯村、唐家庄子村、大站村、小站村、杜家村、北高戈庄村、柳林村、西刘家村、大袁家村、小袁家村、陈家庙村、张家坊村、大纪家村、小纪家村、西纪家村、塔前曲家村、西宋家村、塔西坡村、辛付庄村、大喜屯村、北张家庄村、北高家村、西范家村、北赵家村、北徐家村、大吴家村、小吴家村和丁家村。

## 人口
2010年中国第六次人口普查时，崔家集镇共有人口47651人。共有家庭14623户，平均每户3.20人。14岁以下的少年儿童共7219人，占总人口15.14%；15-64岁人口共34020人，占总人口71.39%；65岁及以上的老年人共6412人，占总人口的13.45%。男性共计23737人，占总人口49.81%；女性共计23914，占总人口50.18%。本地居住的人口中，拥有本地户籍的人口为45661人，占95.82%。